# Górnik Kłodawa
Klub Sportowy Górnik Kłodawa, polski klub piłkarski z miejscowości Kłodawa, w powiecie kolskim, grający od sezonu 2016/2017 w klasie A. Najbardziej utytułowany spośród wszystkich klubów piłkarskich w powiecie kolskim. Klub prowadzi również sekcję tenisa stołowego (ping pong) występującą w III lidze. Klub prowadzi również drużynę siatkarzy występującą w Kolskie Amatorskiej Lidze Piłki Siatkowej.

## Dane Klubu
- Barwy: czarno-zielone
- Adres: Sportowa 2, 62-650 Kłodawa
- Stadion: Stadion Miejski w Kłodawie

## Największe sukcesy
- zwycięstwo w Pucharze Polski Konińskiego Okręgowego Związku Piłki Nożnej w sezonach 1993/94 oraz 1997/98
- 3. runda Pucharu Polski na szczeblu centralnym
- Wiele sezonów w III lidze
- W sezonie 2006/07 Juniorzy Starsi Górnika występowali w Wielkopolskiej Lidze Juniorów Starszych.
- W sezonie 2021/2022 Juniorzy Młodsi Górnika występowali w Wielkopolskiej Lidze Wojewódzkiej Juniorów Młodszych

## Kadra drużyny seniorów - sezon 2021/2022[1]
- Bramkarze: Piotr Sowiński, Michał Kruszyński, Natan Winiecki
- Obrońcy: Krystian Kubiak, Piotr Cieniecki, Kacper Cichocki, Filip Kwiatkowski, Jakub Frydrych, Jakub Woźniak
- Pomocnicy: Kacper Jędrzejczak, Bartosz Niewiarowski, Mateusz Sobczyński, Dawid Pacholczyk, Daniel Kołodziejczak, Hubert Stęperski, Robert Mroczek, Krzysztof Szczepaniak, Michał Szubert
- Napastnicy: Sebastian Mila, Dawid Nużczyński, Sebastian Cichocki, Zbigniew Zwoliński
- Trener: Jacek Chmiel
- Właściciel: –